# 久保田一
久保田 一（くぼた はじめ、1949年7月29日 - ）は、静岡県出身の元プロ野球選手（捕手）。

## 来歴・人物
日大三島高では、1年次から外野手として活躍、その後捕手にコンバートされ、強肩でならした。3年生時は主将となり、年間打率.350をマークしている。 
1967年にドラフト外で東映フライヤーズに入団。1973年に一軍公式戦の出場がないまま引退。

## 詳細情報

### 年度別打撃成績
- 一軍公式戦出場なし

### 背番号
- 54 （1968 - 1972年）
- 61 （1973年）